# Magasin à prix unique

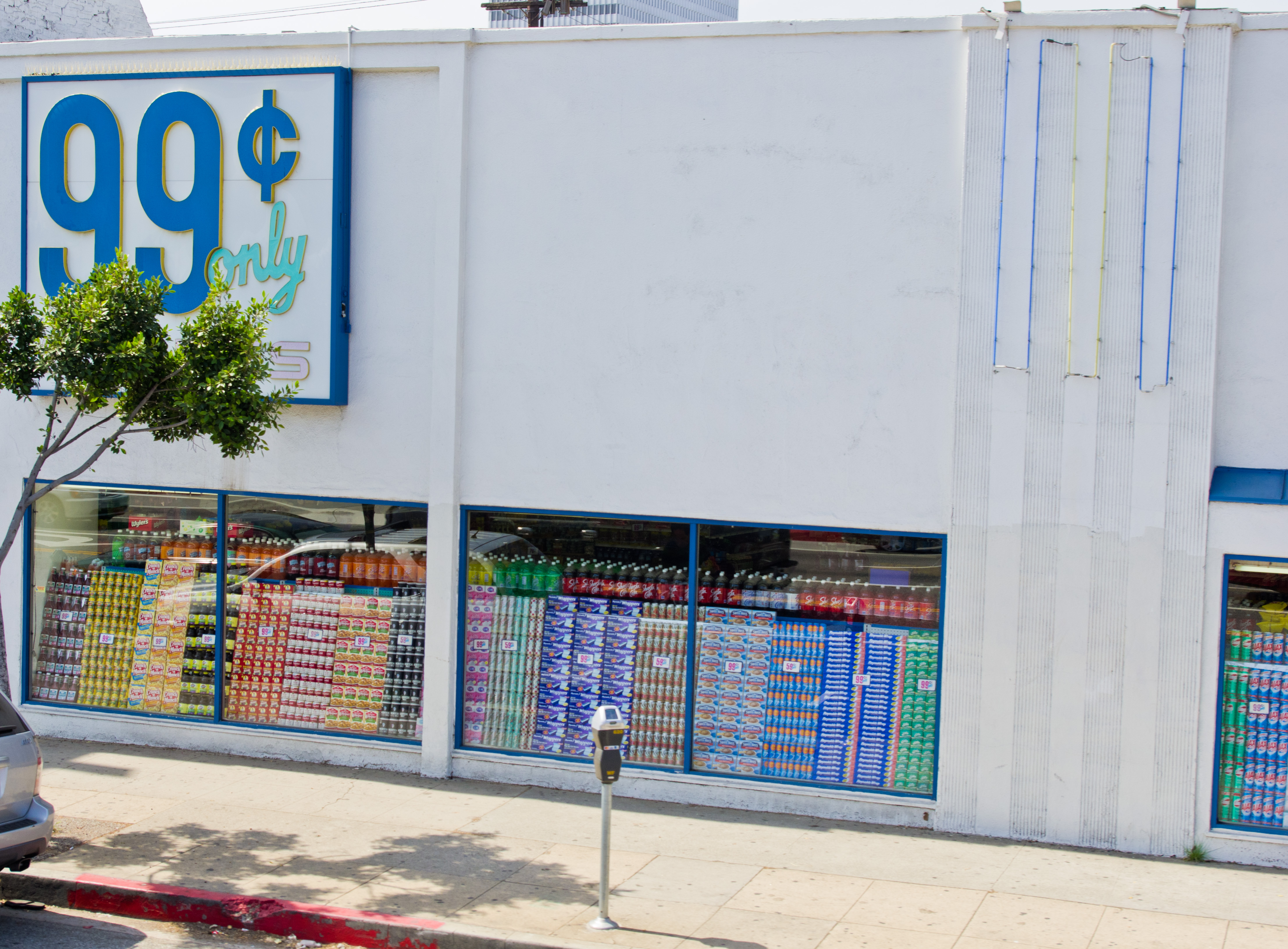
Un magasin à prix unique à Los Angeles.

Les magasins à prix unique ou magasins populaires sont nés à la fin de la révolution industrielle aux États-Unis et dans l'entre-deux-guerres en Europe. Vendant tout leur assortiment au même prix (ou à quelques prix échelonnés), ils trouvent leur clientèle auprès des classes populaires urbaines.

## États-Unis et Canada
Le premier magasin à prix unique aux États-Unis a été fondé par Frank Woolworth en 1879, il vend alors des produits de grande consommation au prix unique de 5 cents. Par la suite, un second prix à 10 cents apparaîtra dans ses magasins dont le nombre dépassera 1 000 en 1919.
Ce type de magasin prend le nom de dollar store (en anglais) ou de « magasin à un dollar ».
Principales enseignes :
- Buck or Two (Canada)
- Dollarama (Canada)
- Dollar Tree (États-Unis et Canada)
- Deal$ (États-Unis)

## Grande-Bretagne
En 1909, le premier magasin à prix unique ouvre en Angleterre. Il existe depuis 1990 l'enseigne Poundland.

## Allemagne
Le premier magasin à prix unique ouvre en 1925 en Allemagne.

## France
En France, le concept de magasin à prix unique est ramené des États-Unis par Monsieur et Madame Audibert qui ouvrent en 1927 à Paris leur premier magasin « cinq et dix » avant d'ouvrir d'autres lieux de vente qui ne rencontrent cependant pas le succès escompté.
En 1928, la société française des Nouvelles Galeries crée Uniprix. Quatre magasins Uniprix sont ouverts à Paris (rue du Commerce, avenue d’Orléans, rue Saint-Denis et avenue de Clichy), tandis que d'autres sont aussi ouverts en province (Nice, Bordeaux et Marseille), chaque magasin proposant alors 8 000 articles d'usage courant sur une surface de 4 000 mètres carrés. Au début des années 1930, après les Nouvelles Galeries, des grands magasins parisiens créent chacun leur chaîne de magasins à prix unique : les Galeries Lafayette d'abord, en 1930, avec Monoprix, puis le Printemps avec Prisunic, et enfin le Bon Marché avec Priminime.
À une époque où les grands magasins avaient abandonné la vente des articles de première nécessité pour monter en gamme et améliorer leurs marges commerciales, le succès des magasins à prix unique est le résultat de la standardisation et du développement des productions industrielles des années 1920 : les magasins à prix unique proposent en effet des articles standards de grande consommation peu onéreux alors que sévissait la crise économique des années 1930.
En 2018, la chaine de magasins Boon Two voit le jour. Tous les produits sont proposés au prix unique de 2 €.
Sans pratiquer strictement la vente à prix unique, ces magasins vendent tous les articles à quelques prix échelonnés. Ces magasins qui étaient au départ des magasins à prix unique ont ensuite adopté le concept de magasin populaire.

## Belgique
On trouve deux enseignes de magasins à prix unique en Belgique: Sarma et Nopri.

## Japon
Ce genre de magasin est populaire au Japon avec de nombreux 100-yen shop.
Daiso, ou encore 99yen shop en sont des exemples.